# RAB15
RAB15‏ (RAB15, member RAS oncogene family) هوَ بروتين يُشَفر بواسطة جين RAB15 في الإنسان.